# ジャコモ・ニコテーラ
ジャコモ・ニコテーラ（Giacomo Nicotera、1996年7月15日 - ）は、トップ14スタッド・フランセ・パリに所属するラグビーユニオン選手。

## プロフィール
- イタリア、トリエステ出身[1]。
- ポジションはフッカー(HO)。
- 身長 183cm、体重 102kg
- イタリア代表キャップは18（2024年2月時点）でラグビーワールドカップ2023のイタリア代表に選ばれた[2]。

## 略歴
モリアーノ、サン・ドナ、ロヴィーゴを経て、2020年、ベネットンに加入。 
2024年、スタッド・フランセに加入。